# Interception

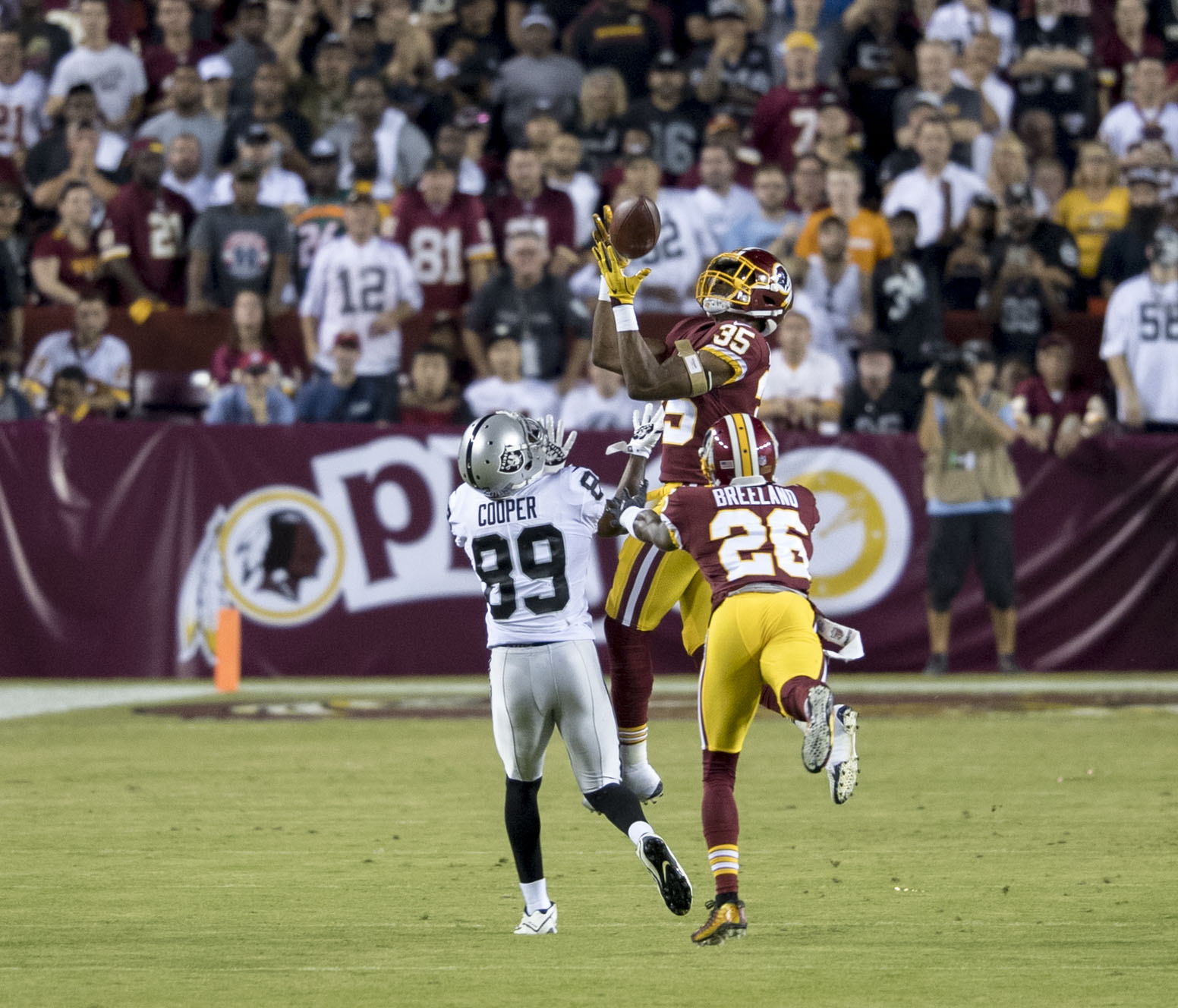
Ballverlust der Raiders durch eine Interception des Safety der Redskins (Montae Nicholson #35)

Als Interception wird im American Football, Arena Football und Canadian Football das Fangen eines Vorwärtspasses durch die Verteidigung (eng. Defense) genannt. Da damit ein Ballbesitzwechsel stattfindet, gehört er zur Gruppe der Turnover. Nach einer Interception läuft der Spielzug solange weiter, bis der interceptende Spieler getackelt wird, ins Aus läuft, sich selbst aufgibt oder einen Touchdown erzielt. Erzielt der Spieler einen Touchdown, so spricht man auch von einem Pick Six bzw. einem Pick Two, wenn der Touchdown während einer Two-Point Conversion erzielt wird.

## Statistisches
In der Canadian Football League (CFL) werden der nach Interceptions erzielte Raumgewinn vom Punkt der Interception bis zum Punkt, an dem der Spielzug beendet wurde gemessen. Wird die Interception in der eigenen Endzone gefangen und nicht daraus herausgetragen, so wird der in der Endzone zurückgelegte Weg dennoch gewertet. Ein abgefangener Lateralpass wird nicht als Interception, sondern als eroberter Fumble gewertet. In der National Football League (NFL) werden Interceptions und Return Yards während einer Two-Point Conversion nicht erfasst.
Geworfene Interception werden immer dem Werfer angerechnet, selbst wenn es nicht seine Schuld ist.

## Rekorde

### NFL
Den Rekord für die meisten Pick Six hält Rod Woodson mit zwölf. Den Rekord für die meisten Interceptions in einer Saison hat mit 14 Night Train Lane inne, für die Karriere hält ihn Paul Krause mit 81. Mit 1.590 Yards konnte Ed Reed den meisten Raumgewinn nach Interceptions in einer Karriere erzielen, und Darren Sharper konnte mit 376 Yards den größten Raumgewinn nach Interceptions in einer Saison erzielen.
Den Rekord für die meisten geworfenen Interceptions in der Karriere hält Brett Favre mit 336, den für eine Saison George Blanda mit 42.
Die meisten Interceptions in einer Saison konnten die San Diego Chargers 1961 fangen, als die Mannschaft insgesamt 49 erzielte. Die wenigsten Interceptions in einer Saison erzielten die Houston Oilers, die 1982 nur drei Interceptions fingen. Die meisten aufeinanderfolgenden Spiele mit mindestens einer Interception konnten ebenfalls die Chargers erzielen, die zwischen 1960 und 1963 in 46 aufeinanderfolgenden Spielen einen gegnerischen Pass abfingen. Am 4. November 1984 wurden gleich drei Interceptionrekorde in einem Spiel zwischen den Seattle Seahawks und den Kansas City Chiefs gebrochen. Mit 325 Yards konnten die Seahawks die meisten Interception-Return-Yards in einem Spiel erzielen, die kombinierten 356 Yards von beiden Teams waren ebenfalls ein neuer Rekord. Da vier Interceptions durch Seattles Defense für einen Touchdown zurückgetragen wurden, wurde auch ein weiterer Rekord aufgestellt.

### CFL
Die meisten Interceptions und Interception-Return-Yards in der Karriere erzielte Less Brown mit 87 bzw. 1.508. Die meisten Pick Six erzielte mit neun Byron Parker, der mit 348 auch die meisten Interception-Return-Yards in einer Saison aufstellte. Die meisten Pick Six in einer Saison erzielte Malcolm Frank 2004 mit fünf und die meisten in einem Spiel Vernon Mitchell am 7. Oktober 2000 mit drei. Die meisten Interceptions in einer Saison gelangen Al Brenner mit 15 und die meisten in einem Spiel Rod Hill mit fünf.
Die meisten Interceptions in einer Saison verbuchten 1959 mit 45 die Saskatchewan Roughriders. Diese erzielten mit acht am 22. September 1974 im Spiel gegen Ottawa auch die meisten Interceptions in einem Spiel.

### AFL
In der Arena Football League (AFL) hält Rayshaun Kizer mit 16 den Rekord für die meisten Interception, während Kenny McEntyre ihn mit 97 für die Karriere hält. Clevan Thomas hat mit 334 den meisten Raumgewinn in einer Saison nach Interceptions erzielt, und McEntyre mit 1.124 in der Karriere. Thomas erzielte die meisten Pick Six in einer Saison mit 6 und McEntyre in der Karriere mit 20.
Tommy Graddy warf mit 28 die meisten Interceptions in eines Saison und Aaron Garcia warf mit 229 die meisten in einer Karriere.